# The Michael Schenker Group (álbum)
The Michael Schenker Group es el álbum debut de la banda inglesa de hard rock y heavy metal Michael Schenker Group publicado en septiembre de 1980 por Chrysalis Records, cuya producción estuvo a cargo de Roger Glover, bajista de Deep Purple. De acuerdo con la crítica especializada es considerado como el mejor disco de la agrupación. Alcanzó la posición número 1 en los KTUH FM's Chart de Hawái en la semana del 29 de septiembre del mismo año y el octavo puesto en el conteo del Reino Unido.
Para promocionarlo se publicaron dos canciones como sencillos: «Armed and Ready» que alcanzó la posición 53 en los UK Singles Chart y «Cry for the Nations» que logró el puesto 56 en la misma lista. Cabe señalar que «Armed and Ready» aparece en el videojuego Guitar Hero: Metallica.
En 2009, el disco fue remasterizado con algunas pistas adicionales: las primeras maquetas grabadas en 1979 y dos canciones registradas en vivo en los recintos Hammersmith Odeon de Londres y Manchester Apollo de Mánchester.

## Lista de canciones
| N.º | Título                     | Escritor(es)    | Duración |  |
| 1.  | «Armed and Ready»          | Schenker,Barden | 4:05     |  |
| 2.  | «Cry for the Nations»      | Schenker,Barden | 5:08     |  |
| 3.  | «Victim of Illusion»       | Schenker,Barden | 4:41     |  |
| 4.  | «Bijou Pleasurette»        | Schenker        | 2:16     |  |
| 5.  | «Feels Like a Good Thing»  | Schenker,Barden | 3:44     |  |
| 6.  | «Into the Arena»           | Schenker        | 4:10     |  |
| 7.  | «Looking Out from Nowhere» | Schenker,Barden | 4:28     |  |
| 8.  | «Tales of Mystery»         | Schenker,Barden | 3:16     |  |
| 9.  | «Lost Horizons»            | Schenker.Barden | 7:04     |  |

| Pistas adicionales en relanzamiento de 2009 |                                                               |              |          |  |
| N.º                                         | Título                                                        | Escritor(es) | Duración |  |
| 10.                                         | «Just a Lover» (versión demo)                                 |              | 4:34     |  |
| 11.                                         | «Looking Out from Nowhere» (versión demo)                     |              | 5:13     |  |
| 12.                                         | «Get Up and Get Down» (versión demo)                          |              | 3:59     |  |
| 13.                                         | «After Midnight» (versión demo)                               |              | 4:31     |  |
| 14.                                         | «Breakout» (versión demo)                                     |              | 4:42     |  |
| 15.                                         | «Cry for the Nations» (versión para radio)                    |              | 3:35     |  |
| 16.                                         | «Armed and Ready» (en vivo en The Manchester Apollo)          |              | 4:40     |  |
| 17.                                         | «Into the Arena» (en vivo en el Hammersmith Odeon de Londres) |              |          |  |

## Posicionamiento en listas musicales
| País           | Lista (1980)       | Posición |
| -------------- | ------------------ | -------- |
| Estados Unidos | Billboard 200      | 100      |
| Estados Unidos | KTUH FM's Chart    | 1        |
| Japón          | Japan Albums Chart | 59       |
| Reino Unido    | UK Albums Chart    | 8        |

## Personal
| - Michael Schenker: guitarra líder - Gary Barden: voz - Don Airey: teclados (músico de sesión) - Mo Foster: bajo (músico de sesión) - Simon Phillips: batería (músico de sesión) | - Michael Schenker: guitarra líder - Gary Barden: voz - Billy Sheehan: bajo - Denny Carmassi: batería |